# Électricité du Liban
Électricité du Liban (in acronimo EDL) è un'impresa pubblica libanese che controlla il 90% del settore energetico curando la produzione, trasmissione e distribuzione di energia elettrica in Libano.

## Storia
Nel 1908 la distribuzione dell'energia elettrica a Beirut fu affidata alla Société anonyme du Gaz de Beyrouth per poi passare, nel 1923, alla francese Société d'Electricité de Beyrouth, con sede a Parigi e incaricata anche della gestione della rete tranviaria. Nel 1939, alla vigilia della seconda guerra mondiale, la società gestiva una centrale a Diesel da 4500 kW e la centrale idroelettrica di Safa, che produceva 6400 kW.
Negli anni della guerra e del primo dopoguerra la Société d'Electricité de Beyrouth dovette fronteggiare una forte carenza produttiva e fu acquistata dallo Stato libanese nel marzo 1954. L'azienda fu quindi sostituita da un ufficio autonomo denominato Office d'Electricité ed des Transports en Commun (OETC), che ne assunse le funzioni e avviò la costruzione della centrale elettrica di Zouk, inaugurata nel 1956. Nel 1961 il ramo del trasporto pubblico venne scorporato e assegnato a l'Office des Chemins de Fer mentre l'OETC mutò denominazione prima in Office d'Electricité (ODE) e poi, nel 1964, in Office de l'Electricité du Liban (OEL), ottenendo il monopolio sulla produzione, trasformazione e distribuzione dell'energia elettrica in tutto il Libano. Nel l’ultimo anno l’azienda a causa della forte svalutazione e della che crisi economica l’azienda non è riuscita a portare regolarmente energia elettrica a la maggior parte della popolazione libanese.